# Lombardpolitik
Die Lombardpolitik ist ein Kreditgeschäft der Zentralbank mit Geschäftsbanken. Darunter werden alle Maßnahmen einer Zentralbank zusammengefasst, die der Erreichung der Ziele ihrer Geldpolitik in einer Volkswirtschaft durch Gewährung eines Kredits in Zentralbankgeld durch Verpfändung von Wertpapieren oder sonstigen beleihungsfähigen Sachen und Rechten dienen. Diese müssen im Eigentum der verpfändenden Bank stehen (bei Wertpapieren im Depot A) und stammen mithin nicht aus deren Kundengeschäft. Sie verbleiben nach Verpfändung auch weiterhin im Eigentum des Kreditinstituts.

## Allgemeines
Den Zentralbanken steht meist ein Werkzeugkasten so genannter Zentralbankmaßnahmen zur Verfügung, das sie gegenüber den Geschäftsbanken nach wirtschaftlichen Erfordernissen einsetzen können. Diese Maßnahmen dienen der Erreichung der Ziele ihrer Geldpolitik. Das kann eine Verbraucherpreisstabilität sein, die Steuerung der Geldmenge oder ein Wachstum- und Beschäftigungsziel. Die Lombardpolitik ist ein Kreditgeschäft mit Geschäftsbanken gegen Sicherheiten (sog. Fazilität) und kein Offenmarktgeschäft. Die Sicherheiten müssen im Eigentum der verpfändenden Bank stehen (bei Wertpapieren im Depot A) und stammen nicht aus deren Kundengeschäft. Sie verbleiben nach Verpfändung auch weiterhin im Eigentum des Kreditinstituts.
Ein der Lombardpolitik ähnliches Zentralbankgeschäft ist die Gewährung eines Zentralbankkredits im Rahmen eines Wertpapierpensionsgeschäfts. Dabei wird das Eigentum an den Sicherheiten zeitweilig an die Zentralbank übertragen.

## Instrumente der Lombardpolitik
Die Zentralbanken können sowohl mengenmäßige Begrenzungen, also quantitative Limitierungen (Festlegung der Lombardfazilitäten oder -kontingente) als auch qualitative Restriktionen vorschreiben (Begrenzung auf bestimmte Wertpapierarten durch das Lombardverzeichnis). Ein unmittelbares Steuerungsmittel ist der Preis, zu dem sie Lombardkredite vergeben, der Lombardsatz.
1. Änderung des Lombardsatzes: Ein hoher Lombardsatz verteuert für Kreditinstitute die Möglichkeit, sich mit Liquidität zu versorgen. Sie können damit weniger Kredite vergeben und die Geldschöpfung wird eingeschränkt und umgekehrt.
2. Einführung von Lombardkontingenten: Die Menge der höchstens zu verpfändenden Wertpapiere wird nach bankenspezifischen Kriterien beschränkt. Eine Absenkung der Kontingente verringert die Geldschöpfung, eine Anhebung erhöht sie.
3. Veränderung der Qualitätsanforderungen an lombardfähige Wertpapiere: Strengere Anforderungen verringern die Geldschöpfung, weniger strenge erhöhen sie.

## Deutschland
Durch die Bedeutung des Wechsels als Kredit- und Zahlungsmittel spielte lange Zeit die Diskontpolitik bis 1986 die entscheidende Rolle bei der Refinanzierung der Kreditinstitute durch die Deutsche Bundesbank. Dabei konnten sich die Banken durch Verkauf von bundesbankfähigen Wechseln Liquidität zum Diskontsatz beschaffen. Im Dezember 1986 war der Anteil der Diskontkredite an der Mittelaufnahme auf 60 % gesunken. Seit Januar 1987 hatte die Diskontierung von Wechseln an Bedeutung verloren, so dass die Lombardpolitik in den Vordergrund trat. Der Anteil der Wechselrefinanzierung an den gesamten Notenbankkrediten belief sich 1994 nur noch auf 29,5 % gegenüber 83,5 % im Jahre 1980. An ihre Stelle waren die Wertpapierpensionsgeschäfte getreten. Betrug deren Anteil an der Gesamtrefinanzierung 1980 lediglich 6 %, so machten sie 1994 bereits 69,7 % aus.
In Deutschland wurde bis Dezember 1998 der Lombardsatz von der Bundesbank festgesetzt. Gesetzliche Grundlage war § 19 Abs. 2 BBankG a. F., die Lombardgeschäfte waren in § 19 Abs. 1 Nr. 3 BBankG a. F. festgelegt. Die Bundesbank ist seit Januar 1999 in der Geldpolitik lediglich ein Ausführungsorgan der EZB, weil die Aufgabe der Lombardpolitik auf die EZB übergegangen ist.

## Europäische Zentralbank
Mit dem Übergang der Zuständigkeit für die Geldpolitik auf die EZB hat die Spitzenrefinanzierungsfazilität den früheren Lombardkredit im Januar 1999 abgelöst. Damit ist die EZB nach Art. 18.1 EZB-Satzung im Rahmen ihrer Lombardpolitik befugt, mit den angeschlossenen Kreditinstituten Kreditgeschäfte gegen „ausreichende Sicherheiten“, so genannte notenbankfähige Sicherheiten, abzuschließen. Für notenbankfähige Sicherheiten gilt seit Januar 2007 ein einheitlicher Rahmen („einheitliches Sicherheitenverzeichnis“), der marktfähige sowie nicht marktfähige Sicherheiten umfasst. Bei notenbankfähigen Sicherheiten werden Beleihungsgrenzen in Abhängigkeit von Liquiditätskategorien, Restlaufzeiten und Verzinsungsarten sowie Schwankungsmargen angewendet wie beim Lombardkredit.